# Municipio de Lake (condado de Luzerne)
El municipio de Lake  (en inglés: Lake Township) es un municipio ubicado en el condado de Luzerne en el estado estadounidense de Pensilvania. En el año 2000 tenía una población de 2.110 habitantes y una densidad poblacional de 30.2 personas por km².

## Geografía
El municipio de Lake se encuentra ubicado en las coordenadas 41°22′36″N 76°07′59″O / 41.37667, -76.13306.

## Demografía
Según la Oficina del Censo en 2000 los ingresos medios por hogar en la localidad eran de $40,051 y los ingresos medios por familia eran $43,636. Los hombres tenían unos ingresos medios de $32,500 frente a los $23,512 para las mujeres. La renta per cápita para la localidad era de $16,641. Alrededor del 11,2% de la población estaban por debajo del umbral de pobreza.